# Championnat du Ghana de football 1974
Navigation
Saison précédente Saison suivante
La saison 1974 du Championnat du Ghana de football est la seizième édition de la première division au Ghana, la Premier League. Les quatorze meilleures équipes du pays sont regroupées au sein d'une poule unique où elles s'affrontent deux fois, à domicile et à l'extérieur. En fin de saison, afin de faire passer le championnat à 18 équipes, il n'y a aucun club relégué et les quatre meilleurs clubs de deuxième division sont promus.
C'est le club de Great Olympics qui est sacré cette saison après avoir terminé en tête du classement final, avec deux points d'avance sur le tenant du titre, Hearts of Oak SC et six sur Bofoakwa Tano FC. C'est le deuxième titre de champion du Ghana de l'histoire du club, après celui remporté en 1970.

## Les clubs participants
| - Hearts of Oak SC - Great Olympics - Susu Biribi FC - Mysterious Dwarfs - Volta United - Eleven Wise - Sekondi Hasaacas - Promu de D2 | - Akotex FC - Fankobaa Swedru - Cornerstones Kumasi - Asante Kotoko - Brong Ahafo United - Bofoakwa Tano FC - All Blacks FC - Promu de D2 |

## Compétition
Le barème de points servant à établir le classement se décompose ainsi :
- Victoire : 2 points
- Match nul : 1 point
- Défaite : 0 point

### Classement
| Rang | Équipe               | Pts | J  | G  | N  | P  | Bp | Bc | Diff |
| ---- | -------------------- | --- | -- | -- | -- | -- | -- | -- | ---- |
| 1    | Great Olympics       | 39  | 26 | 17 | 5  | 4  | 46 | 22 | +24  |
| 2    | Hearts of Oak SC'T'C | 37  | 26 | 16 | 5  | 5  | 49 | 28 | +21  |
| 3    | Bofoakwa Tano FC     | 33  | 26 | 15 | 3  | 8  | 43 | 28 | +15  |
| 4    | Cornerstones Kumasi  | 32  | 26 | 12 | 8  | 6  | 37 | 28 | +9   |
| 5    | Akotex FC            | 31  | 26 | 13 | 5  | 8  | 42 | 35 | +7   |
| 6    | Eleven Wise          | 28  | 26 | 9  | 10 | 7  | 27 | 31 | -4   |
| 7    | Asante Kotoko        | 27  | 26 | 9  | 9  | 8  | 36 | 31 | +5   |
| 8    | Mysterious Dwarfs    | 27  | 26 | 8  | 11 | 7  | 33 | 32 | +1   |
| 9    | Volta United         | 23  | 26 | 9  | 5  | 12 | 37 | 43 | -6   |
| 10   | Brong Ahafo United   | 21  | 26 | 5  | 11 | 10 | 30 | 42 | -12  |
| 11   | Sekondi HasaacasP    | 20  | 26 | 6  | 8  | 12 | 32 | 35 | -3   |
| 12   | All Blacks FCP       | 20  | 26 | 7  | 6  | 13 | 29 | 41 | -12  |
| 13   | Susu Biribi FC       | 19  | 26 | 7  | 5  | 14 | 33 | 51 | -18  |
| 14   | Fankobaa Swedru      | 11  | 26 | 3  | 5  | 18 | 15 | 44 | -29  |

|  | Qualification pour la Coupe des clubs champions africains 1975                        |
|  | T : Tenant du titre C : Vainqueur de la Coupe du Ghana P : Promu de deuxième division |

## Bilan de la saison
| Championnat du Ghana de football 1974    |                           |
| Champion                                 | Great Olympics (2e titre) |
| Coupes et trophées                       |                           |
| Vainqueur de la Coupe du Ghana 1974      | Hearts of Oak SC          |
| Qualifications continentales             |                           |
| Coupe des clubs champions africains 1975 | Great Olympics            |
| Coupe des Coupes 1975                    | Aucun                     |
| Promotions et relégations                |                           |
| Promus en Premier League                 | Defence Stars FC          |
| Promus en Premier League                 | Ghanacan FC               |
| Promus en Premier League                 | Gbewaa FC                 |
| Promus en Premier League                 | Obuotabiri Koforidua      |
| Relégués en Second League                | Aucun                     |